# Ruta Internațională de Transport Transcaspică

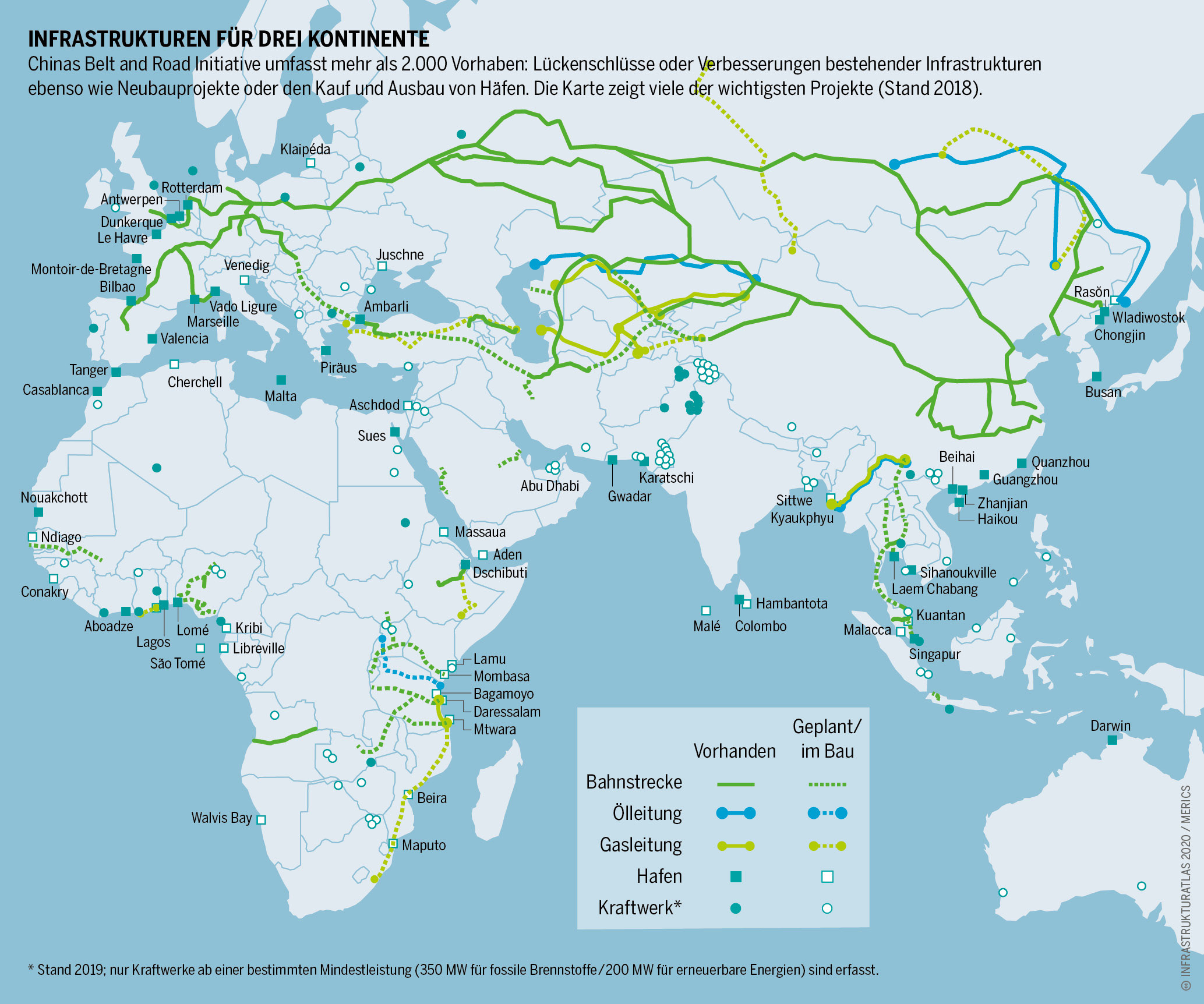
Inițiativa „Centura și Drumul”

Ruta Internațională de Transport Transcaspică (în engleză Trans-Caspian International Transport Route, abreviat: TITR), numită și Coridorul de Mijloc (în engleză Middle Corridor) al Inițiativei „Centura și Drumul”⁠(en)[traduceți] (în engleză Belt and Road Initiative),  reprezintă o rețea de drumuri, căi ferate și porturi care se întinde prin Kazahstan, Marea Caspică, Azerbaidjan, Georgia, și Turcia și face legătura între China și Uniunea Europeană.
Denumirea de Coridorul de Mijloc face referire la faptul că ruta, care este un coridor neoficial al Inițiativei „Centura și Drumul”, realizează un pasaj între Rusia nordică și Iranul sudic. Deși ruta nordică prin Rusia este mai ieftină, odată cu Invazia Rusiei în Ucraina, ruta transcaspică a devenit o alternativă atractivă, în calitatea ei de rută ocolitoare în raport cu statul rus.